# Komodor (Finsko)

Rukávové hodnostní označení.

Komodor (finsky Kommodori, švédsky Kommodor) je ve Finském námořnictvu důstojnická hodnost odpovídající kapitánovi jiných loďstev. Je vyšší než komandér (Komentaja) a nižší než admirál flotily (Lippueamiraali). Odpovídající armádní hodností je plukovník (Eversti).
V mírové době této hodnosti mohou dosáhnout jen důstojníci z povolání, kteří jsou absolventy Finské univerzity národní obrany, a i době války mohou záložní důstojníci dosáhnout hodnosti komodora jen za mimořádných okolností.

## Další užití ve Finsku
Finské jachetní kluby většinou označují své předsedy či ředitele jako komodora, v souladu s mezinárodní tradicí původem z Anglie. 
Zatímco v některých zemích je jako komodor označován také nejstarší kapitán lodi v rámci plavební společnosti, ve finských to zvykem není.